# Peter Ewaldt
Peter Ewaldt (* 6. April 1952 in St. Anton am Arlberg; † 22. Jänner 2017 in Salzburg) war ein österreichischer Musiker und Dirigent.

## Ausbildung
1970 absolvierte er die Matura am Akademischen Gymnasium Salzburg. Anschließend machte er die Ausbildung zum Dirigenten an der Hochschule für Musik und darstellende Kunst Mozarteum in Salzburg (heute Universität Mozarteum Salzburg). Das Studium schloss Ewaldt 1972 mit einem Diplom mit Auszeichnung mit der Suite Nr. 1 für kleines Orchester von Igor Strawinsky ab.

## Arbeiten
Schon seine künstlerische Arbeit an Igor Strawinsky zeigte seinen sich öffnenden breiten künstlerischen Weg, der Ewaldt als musikalischen Leiter zu Giorgio Strehlers Das Spiel der Mächtigen einer Bearbeitung von William Shakespeares Königsdrama Heinrich VI. in die Felsenreitschule für die Spieljahre 1973 und 1974 an die Salzburger Festspiele führte. Ab 1975 arbeitete er als Korrepetitor und Dirigent am Landestheater Linz.
1981 wechselte Ewaldt unter der Intendanz von Federik Mirdita an das Salzburger Landestheater und wurde Erster Kapellmeister und Studienleiter. Ewaldts Interesse galt sowohl der Neuen Musik, dem musikalischen Theaterrepertoire als auch der Alten Musik. Zu den Höhepunkten seiner künstlerischen Arbeit am Salzburger Landestheater zu zählen sind unter anderem 2013 die Uraufführung der Oper 18 Tage des ägyptischen Komponisten Hossam Mahmoud, die die revolutionären Tage in Kairo am Tahrir-Platz den Tag des Zorns im Jahr 2011 künstlerisch beleuchtete, aber auch 2015 die Uraufführung der Oper Dafne von Antonio Caldara, einem Komponisten des venezianischen Spätbarock im Heckentheater des Schloss Mirabell in Salzburg.
Unter der musikalischen Leitung von Peter Ewaldt haben auch eine Reihe von Musicals ihre Österreichische Erstaufführung in Salzburg erlebt. Zu Ewaldts besonderen Verdiensten zählten dabei die Rückkehr an den Salzburger Originalschauplatz von The Sound of Music mit Musik von Richard Rodgers und dem Libretto von Oscar Hammerstein II sowie zuletzt Spamelot nach dem Film Die Ritter der Kokosnuß von Monty Python.
Eine weitere bemerkenswerte künstlerische Leistung bot Ewaldt mit der Österreichischen Erstaufführung des Singspiels Im weißen Rößl von Ralph Benatzky in der rekonstruierten Originalfassung.
Das Interesse an neuen künstlerischen Ausdrucksformen in Musik, Oper und Theater führte Ewaldt zu prägender künstlerischer Arbeit abseits des Salzburger Landestheaters. 1989 ist er der Dirigent der Österreichischen Erstaufführung der Oper Sintflut von Herbert Achternbusch (Libretto) und Anton Prestele (Musik) in der Inszenierung von Herbert Gantschacher im Klagenfurter Felsentheater anlässlich des Festivals „Woche der Begegnung“. Nach der Samtenen Revolution in der Tschechoslowakei 1989 entwickelte er in den Jahren 1990 und 1991 in Zusammenarbeit mit der bildenden Künstlerin Burgis Paier und dem Regisseur Herbert Gantschacher für die Prager Avantgarde-Opernkompagnie Opera Furore von Jiří Nekvasil und Daniel Dvořák (den späteren Direktoren des Prager Národní divadlo) ein zeitgemäßes musikalisch-visuelles Konzept des Dramma giocoso Don Giovanni von Wolfgang Amadeus Mozart anlässlich des Internationalen Mozartjahrs 1991. Künstlerisch prägend mitbeteiligt ist Ewaldt ab dem Jahr 1991 an der künstlerisch neuen Form der Präsentation von Neuer Musik, der Szenischen Konzerte, die er gemeinsam mit dem Dirigenten und Komponisten Wolfgang Danzmayr sowie dem Regisseur Herbert Gantschacher für ARBOS – Gesellschaft für Musik und Theater entworfen hat. Bemerkenswert sind die beiden Szenischen Konzerte kreuzweg nach Gedichten von norbert c. kaser mit Musik von Anton Prestele in der Interpretation von Josef Köstlinger und Endlich wächst in mir die Stille mit Kompositionen von Arvo Pärt, Alfred Stingl und Clemens Vereno.
Ab 1992 war Ewaldt ständiger Gastdirigent des Folkwang Kammerorchesters Essen. All diese künstlerischen Tätigkeiten führten im Jahr 2004 zur Gründung des Ensembles Salzburger Musikkreise, das sich barocker Musik in Verbindung mit Musik der Gegenwart gewidmet hat. In diesem Projekt arbeitete er auch mit seiner langjährigen Lebenspartnerin und bildenden Künstlerin Marianne Ewaldt zusammen.

## Schallplatten, Rundfunkmitschnitte und CDs
- Das Spiel der Mächtigen von Giorgio Strehler, musikalische Leitung Peter Ewaldt, Salzburger Festspiele, Deutsche Grammophon 1975
- kreuzweg von norbert c. kaser (Gedichte) und Anton Prestele (Musik), ARBOS – Gesellschaft für Musik und Theater mit ensemble kreativ, ORF 1991
- Endlich wächst in mir die Stille mit Kompositionen von Arvo Pärt, Alfred Stingl und Clemens Vereno, ARBOS – Gesellschaft für Musik und Theater mit ensemble kreativ, ORF 1992
- Winterreise Ein Cyclus von Liedern von Wilhelm Müller. Für eine Singstimme mit Begleitung des Pianoforte komponiert von Franz Schubert. Op. 89. mit Josef Oberauer (Tenor) und Peter Ewaldt (Klavier), Luger 2012
- Die schöne Müllerin Liedzyklus von Franz Schubert nach der Gedichtsammlung von Wilhelm Müller mit Josef Oberauer (Tenor) und Peter Ewaldt (Klavier), Luger 2012[10]
- The Sound of Music von Richard Rodgers (Musik) und Oscar Hammerstein (Libretto), Salzburger Landestheater und Mozarteumorchester Salzburg, HitSquad Records 2012
- Spamelot von Eric Idle und John Du Prez, Salzburger Landestheater und Mozarteumorchester Salzburg, HitSpquad Records 2016
- Erinnerungen, ein Liederabend mit Josef Oberauer (Tenor) und Peter Ewaldt (Klavier) aus dem Stift Reichersberg mit Liedern von Robert Schumann, Gustav Mahler, Richard Strauss, Ernesto De Curtis und Johannes Brahms, Luger 2017